# تسخیلون
تسخیلون (به لاتین: Tskhilon) یک منطقهٔ مسکونی در گرجستان است که در شهر اخالگوری واقع شده‌است.